# Museu RKK Energiya
Museu RKK Energiya é um museu dedicado às primeiras conquistas do programa espacial soviético. Ele fica localizado no complexo da fábrica RKK Energiya, em Korolev, cidade próxima a Moscou.
Em exposição no museu, encontram-se, entre outras peças históricas, a cápsula Vostok 1, em que Yuri Gagarin tornou-se o primeiro homem no espaço em 1961, a Vostok 6, que levou ao espaço Valentina Tereshkova, a primeira mulher em órbita e a Voskhod 2, missão em que o cosmonauta Aleksei Leonov realizou a primeira caminhada espacial da história.
Além de peças exclusivamente do programa espacial soviético, o museu também exibe, em cópias, as naves Apollo e Soyuz que realizaram o primeiro encontro internacional no espaço, Apollo-Soyuz, em 1975.
No museu há também uma sala-memorial dedicada a Sergei Korolev, o cientista-chefe e "pai" do programa espacial em seus primórdios, que reconstrói exatamente seu ambiente de trabalho nos anos 60. 